# Степково (Вологодская область)
Степково — деревня в Грязовецком районе Вологодской области.
Входит в состав Юровского муниципального образования, с точки зрения административно-территориального деления — в Минькинский сельсовет.
Расстояние до районного центра Грязовца по автодороге — 33 км, до центра муниципального образования Юрово по прямой — 8 км. Ближайшие населённые пункты — Назарка, Бокотово, Панфилово.
По переписи 2002 года население — 19 человек.